# Deventer Op Stelten
Deventer Op Stelten is een jaarlijks terugkerend straattheaterfestival in de Nederlandse stad Deventer. Gedurende het festival treden een weekend lang theatergezelschappen uit binnen- en buitenland op in straten en op pleinen in en om de binnenstad.

## Geschiedenis
Het festival werd voor het eerst georganiseerd in 1997 als een zomers evenement waar vooral theatergroepen van steltlopers voor werden uitgenodigd. In 2009 begaf het festival zich voor het eerst ook buiten de binnenstad van Deventer met voorstellingen in het Worpplantsoen aan de andere kant van de IJssel. Sinds 2013 is ook de Beestenmarkt in de wijk Voorstad betrokken. In datzelfde jaar begon de organisatie het evenement een internationaal buitentheaterfestival te noemen en is het gebruik van stelten in de acts niet langer bepalend. Sinds 2014 vindt in het Worpplantsoen als rustige tegenhanger van de voorstellingen het muziekfestival Hoogtevrees plaats. 
In 2014 riep de vakjury op het Nationaal Congres Evenementen in Nijmegen 'Deventer Op Stelten' uit tot Beste Publieksevenement 2014.
Jaarlijks bezoeken volgens de organisatie ruim 100.000 mensen het festival.